# Ярмульський Андрій Григорович
Андрі́й Григо́рович Ярму́льський (нар. 29 серпня 1934 — пом. 1996) — український поет.

## Біографія
Народився 29 серпня 1934 року в селі Чаусове Друге Первомайського району на Миколаївщині в селянській родині. Закінчив Одеський державний університет (1957).
Друкувався з 1952 року. Узяв участь у колективній поетичній збірці «Голосом серця» (1956). Учителював, працював у газетах і Одеському книжковому видавництві. У 1965—1971 — редактор видавництва «Промінь», відтак — Видавництва політичної літератури України. Член Спілки письменників України з 1963 року.
На рубежі 60-70-х років кілька років жив і працював у Черкасах. Був членом КПРС.

## Збірки віршів
- Щедре джерело (1958)
- Земні дороги (1961)
- Освідчення (1966)
- Октави грому (1969)

а також «Обличчям до весни», «Довір'я» та інші.